# 2004 KD19
2004 KD19, também escrito como 2004 KD19, é um objeto transnetuniano que está localizado no Cinturão de Kuiper, uma região do Sistema Solar. Este corpo celeste é classificado como um cubewano. Ele possui uma magnitude absoluta de 7,4 e tem um diâmetro estimado com 146 km.

## Descoberta
2004 KD19 foi descoberto no dia 24 de maio de 2004 pelo astrônomo B. Gladman.

## Órbita
A órbita de 2004 KD19 tem uma excentricidade de 0,015 e possui um semieixo maior de 38,353 UA. O seu periélio leva o mesmo a uma distância de 37,782 UA em relação ao Sol e seu afélio a 38,924 UA.